# Marching in Time
Marching in Time es el quinto álbum de estudio de la banda estadounidense de heavy metal Tremonti. Fue lanzado el 24 de septiembre de 2021 a través de Napalm Records. El disco fue producido por Michael "Elvis" Baskette, quien produjo los últimos cuatro discos de Tremonti. El primer sencillo de radio del álbum, «If Not for You», fue lanzado el 22 de julio de 2021.

## Lista de canciones
Todas las canciones escritas y compuestas por Tremonti. 
| N.º | Título               | Duración |  |
| 1.  | «A World Away»       | 5:15     |  |
| 2.  | «Now and Forever»    | 4:20     |  |
| 3.  | «If Not for You»     | 4:10     |  |
| 4.  | «Thrown Further»     | 4:47     |  |
| 5.  | «Let That Be Us»     | 4:28     |  |
| 6.  | «The Last One of Us» | 4:40     |  |
| 7.  | «In One Piece»       | 4:36     |  |
| 8.  | «Under the Sun»      | 4:32     |  |
| 9.  | «Not Afraid to Lose» | 5:44     |  |
| 10. | «Bleak»              | 4:37     |  |
| 11. | «Would You Kill»     | 4:04     |  |
| 12. | «Marching in Time»   | 7:33     |  |

## Posicionamiento en las listas
| Lista (2021)                         | Posición |
| ------------------------------------ | -------- |
| Alemania (Offizielle Top 100)        | 10       |
| Austria (Ö3 Austria)                 | 21       |
| Bélgica (Ultratop valona)            | 92       |
| Escocia (Scottish Albums Chart)      | 8        |
| Reino Unido (UK Albums Chart)        | 45       |
| Reino Unido (UK Independent Albums)  | 6        |
| Reino Unido (UK Rock & Metal Albums) | 1        |
| Suiza (Schweizer Hitparade)          | 13       |
| US Billboard 200                     | 184      |

## Créditos

### Músicos
- Mark Tremonti - Voz principal, guitarra solista
- Eric Friedman - Guitarra rítmica, coros
- Tanner Keegan - Bajo, voz secundario
- Ryan Bennett - Batería

### Producción
- Michael "Elvis" Baskette - Producción